# Cultura de Costa de Marfil
La potente diversidad cultural de Costa de Marfil, país del oeste africano bordeado por Ghana, Liberia, Malí, Burkina Faso y Guinea, se ejemplifica por una multitud de grupos étnicos, eventos, festivales, música y arte. 

## Grupos étnicos

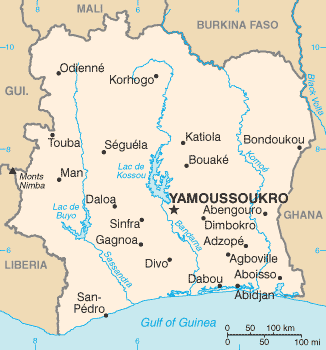
Mapa de Costa de Marfil

Existen más de sesenta grupos étnicos indígenas, aunque pueden reducirse a siete grandes conjuntos étnicos, según las bases de características culturales e históricas comunes:
- Baoulé
- Senufo

## Idiomas
Existen alrededor de 70 lenguajes diferentes siendo los más importantes el Aoulé, Sénoufo, Yacouba, Agni, Attié, Guéré, Bété, Diula, Abé, Mahou, Wobé o Llobi. El francés es el idioma oficial del país y también el más hablado porque ejerce de idioma interétnico entre las diferentes etnias que habitan en el país.

## Eventos y Festivales
La Fêtes des Masques, en noviembre en la región de Man, es uno de los mayores festivales del país.; se realizan competiciones entre localidades por los mejores bailarines y para rendir homenaje a los espíritus del bosque, personificados en máscaras intrincadas. Otro evento importante es el gran Carnaval de Bouaké que se realiza en marzo y en abril, la Fête du Dipri en Gomon, cerca de Abiyán, comienza hacia la media noche, cuando mujeres y niños desnudos serpentean y realizan ritos nocturnos para exorcizar a los malos espíritus. Antes del amanecer, aparecen los jefes locales y mediante tambores y percusión hacen entrar a los habitantes en trance, hasta la tarde del día siguiente.
La mayor fiesta musulmana es el Ramadán y en su fiesta de fin de ayuno, el Eid al-Fitr, todos rezan juntos, visitan a amigos e intercambian todo tipo de regalos.

## Literatura y periodismo
Venance Konan (1958) es un reconocido periodista y escritor en lengua francesa.

## Gastronomía
La dieta tradicional en muy similar a las de los países cercanos, consistente en grano y tubérculo, principalmente. Además, existe un tipo único de restaurante pequeño, al aire libre, llamado maquis, único en la región. El Attiéké (mandioca gratinada) es uno de los platos más populares.
Los Maquis normalmente cocinan pollo y pescado ahumados con cebolla y tomate, servido con attiéké, o kedjenou, un plato de pollo con verduras y una salsa suave . Una de las comidas más sabrosas, que se vende por la calle es el aloko, plátano en aceite de palma, muy especiado y con cebolla y chili, que se come sólo o con pescado a la parrilla. El Bangui es el vino de palma local.

## Música
- Music of Côte d'Ivoire